# Yukhary-Yaydzhi
Yukhary-Yaydzhi (azerbajdzjanska: Yuxarı Yəyci) är en ort i Azerbajdzjan.   Den ligger i distriktet Nachitjevan, i den västra delen av landet, 400 km väster om huvudstaden Baku. Yukhary-Yaydzhi ligger 1 174 meter över havet och antalet invånare är 906.
Terrängen runt Yukhary-Yaydzhi är huvudsakligen kuperad, men österut är den bergig. Terrängen runt Yukhary-Yaydzhi sluttar västerut. Närmaste större samhälle är Oğlanqala, 8,0 km sydväst om Yukhary-Yaydzhi. 
Trakten runt Yukhary-Yaydzhi består i huvudsak av gräsmarker. Runt Yukhary-Yaydzhi är det ganska tätbefolkat, med 90 invånare per kvadratkilometer.